# Plectrocarpa arborea
Plectrocarpa arborea (Jacq.) Christenh. & Byng è una pianta arbustiva appartenente alla famiglia Zygophyllaceae, originaria del Sud America. Imparentata con i veri alberi lignum vitae (Guaiacum spp.), è conosciuta in inglese come Maracaibo lignum vitae o (come il suo congenere P. sarmientoi) come verawood.

## Distribuzione e habitat
È endemica di Venezuela e Colombia.